# Dīrākarī
Dīrākarī är en ort i Iran.   Den ligger i provinsen Gilan, i den nordvästra delen av landet, 300 km nordväst om huvudstaden Teheran. Dīrākarī ligger 13 meter över havet och antalet invånare är 315.
Terrängen runt Dīrākarī är varierad, och sluttar österut.  Närmaste större samhälle är Hashtpar, 11,1 km söder om Dīrākarī. Trakten runt Dīrākarī består till största delen av jordbruksmark.